# Mondia whitei
Mondia whitei är en oleanderväxtart som först beskrevs av Joseph Dalton Hooker, och fick sitt nu gällande namn av Homer Collar Skeels. Mondia whitei ingår i släktet Mondia och familjen oleanderväxter. Inga underarter finns listade i Catalogue of Life.